# Sonnenwelt Großschönau

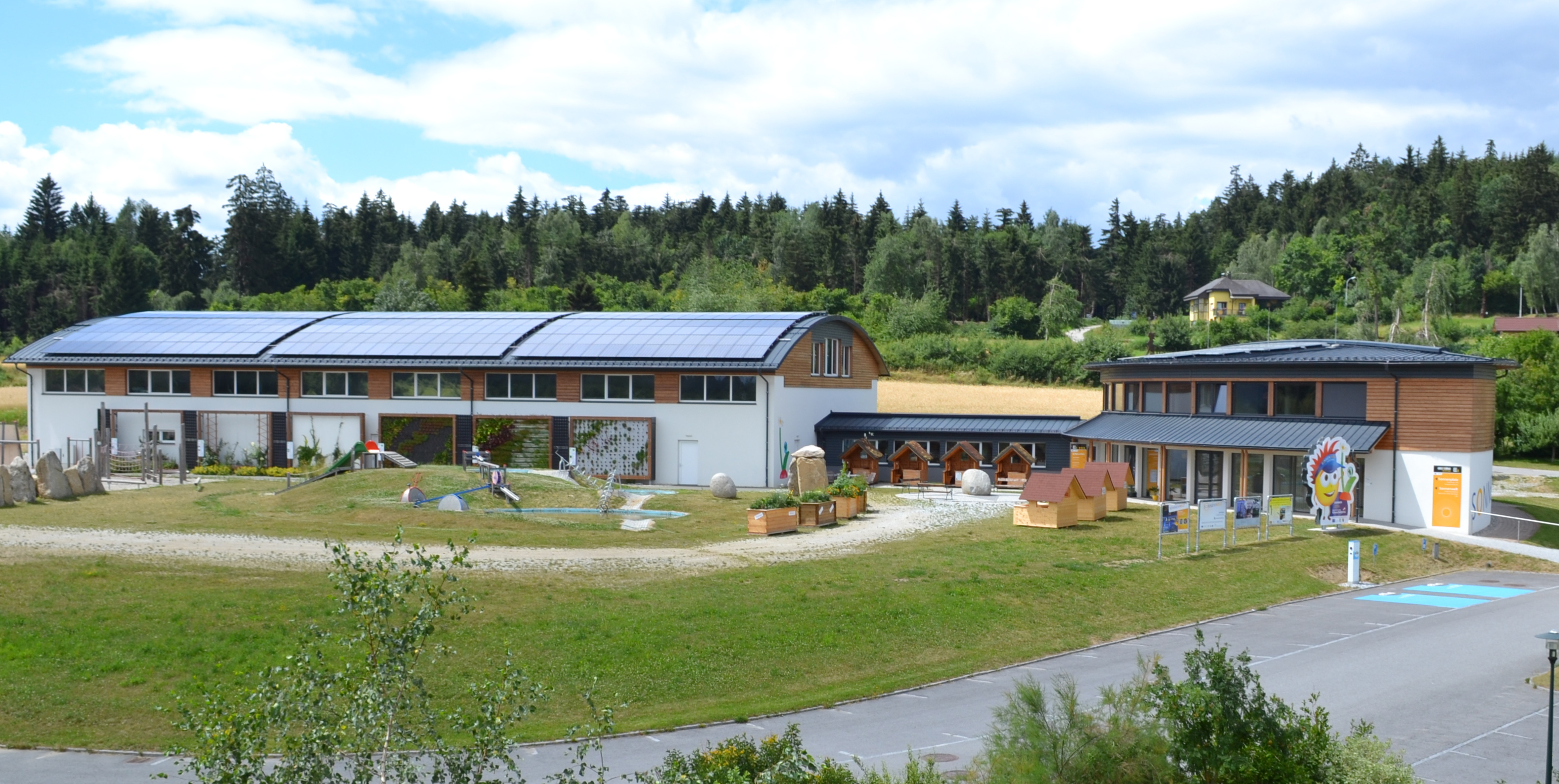
Erlebnis-Ausstellung Sonnenwelt Großschönau

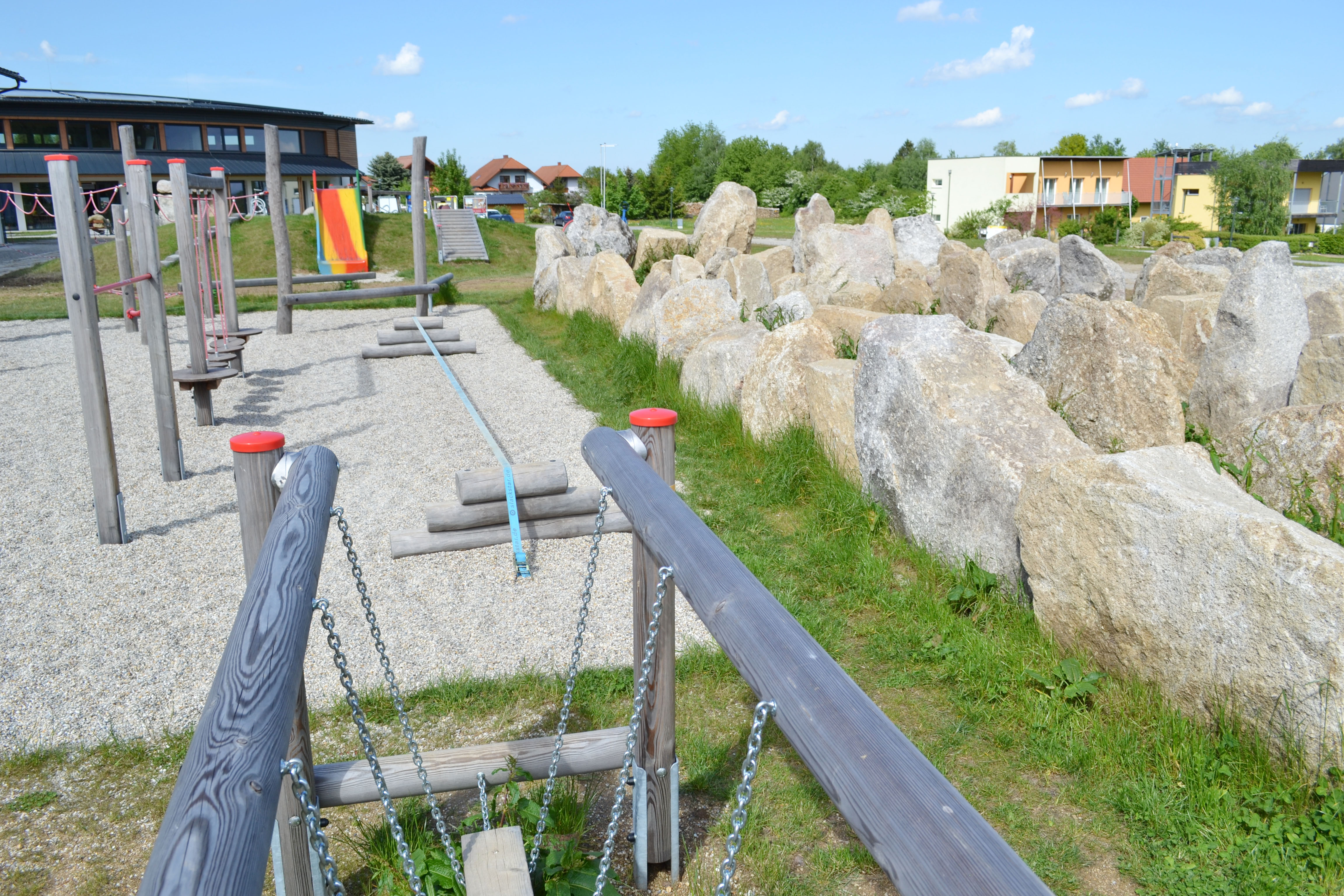
Großer Energie-Erlebnis-Spielplatz neben der Sonnenwelt

Die Sonnenwelt Großschönau ist eine Erlebnis-Ausstellung zum Thema „Mensch & Energie“. In der Ausstellung werden die Themen Energie, Nachhaltigkeit und Energieeinsparung behandelt. Sie ist eines der fünf „Energie-Erlebnisse“ von Großschönau.

## Geschichte
Die Halle, in der sich die Ausstellung befindet, wurde 2011 gebaut. Am 16. November 2011 wurde das Forschungs- und Kompetenzzentrum für Bauen und Energie in Großschönau im Waldviertel eröffnet. Ab 1. Jänner 2011 wurde an der Sonnenwelt gearbeitet. Die Idee dahinter war es, Menschen für das Thema Bauen, Wohnen und Leben in Einklang mit der Natur zu sensibilisieren.
Die Sonnenwelt wurde im Mai 2013 eröffnet – die Planungsphase begann früher, als bei Josef Bruckner und Bürgermeister Martin Bruckner die Idee zu einer Energieerlebnisausstellung reifte. Die  Konzeptions- und Errichtungsphase dauerte von 2011 bis 2013. Die Konzeption der Sonnenwelt erfolgte gemeinsam mit einem  Ausstellungsgestaltungsteam. Beschäftigte der TU Wien, Museumskuratoren, Museumspädagogen, Ausstellungsarchitekten und Ausstellungsgrafiker bestimmten die Gestaltung der Ausstellung maßgeblich mit.  Im Mai 2013 wurde die Ausstellung eröffnet.

## Inhalte
Die Ausstellung bietet einen 2.000 m² großen Parcours und ist unterteilt in 12 „Zeitzonen“:
- Nach einem 10-minütigen Einführungsfilm, der auf die Themen Nachhaltigkeit, Energie und Klimaschutz einstimmt, geht es in Zone 1 „Von Sonne und Erde“ um das Wechselspiel von Sonne, Atmosphäre und Erde.
- Die Zone „Nester bauen“ beschäftigt sich mit den Ursprüngen der Menschheit, als die Menschen noch Nomaden waren.
- Die abklingende letzte Eiszeit, die die Menschen dazu bewog, sich einen festen Lebensraum zu suchen, ist Thema der Zone „Sesshaft werden“.
- In der Zone 4 „Im Reich der Pyramiden“ sind die alten Ägypter untergebracht mit Informationen über Pyramiden, Obelisken, die Besonderheit des Nils und ihre Entdeckungen und Erfindungen.
- In der Zone 5 „Zu Gast im alten Rom“ gibt es Einblicke in das Leben der Römer. Bei einem Tretkran und einem Flaschenzug kann man erfahren, wie damals Materialien von A nach B – ohne fossile Energie – transportiert wurden.
- Die Zone „Beim Handwerker“ ist der Zeit rund um 1700 und verschiedenen damaligen Handwerksberufen gewidmet.
- Zone 7 „Haus und Hof“ befasst sich mit dem Landleben.
- Thema der Zone „Salon mit Gaslicht“ sind die Unterschiede im Leben der Dienstboten und Herrschaft um 1900.
- Die 1960er und 70er Jahre waren von reger Bautätigkeit geprägt. Insbesondere wurden  viele Einfamilienhäuser errichtet. Wie und warum diese gebaut wurden, ist in Zone 9 „Auf der Baustelle“ erläutert.
- Grenzenloses Wachstum oder gnadenlose Verschwendung? Dieser Frage wird in Zone 10 auf den Grund gegangen. Hauptthema in „Grenzen des Wachstums“ ist die Energiekrise der 70er.
- Um Elemente des Passivhauses geht es in der Zone „Rund ums Passivhaus“. Anhand von zehn Geboten werden diese Elemente hier dargestellt.
- In Zone 12 „Zukunft mit Sonne“ werden verschiedene Visionen, wie die Zukunft aussehen könnte, abgehandelt.

## Sonderausstellungen
- „Der hungrige Planet“: Peter Menzel und Faith D’Aluisio[3] präsentierten eine weltweite Fotostudie von Familien und zeigten auf, was diese Menschen binnen einer Woche essen und trinken. 18 dieser Familien wurden in der ersten Sonderausstellung “Der hungrige Planet” vorgestellt.

- „Erneuerbare Energien“: Seit 2017 wird in verschiedenen Stationen dargestellt, auf welche Weise erneuerbare Energie – wie Wind- und Wasserkraft, Sonnenenergie und Biomasse – gewonnen und genutzt werden kann.

- „Die Powerchanger – Erneuerbarem Strom gehört die Zukunft“: Seit 2022 dreht sich in der Sonderausstellung alles um erneuerbaren Strom: Strom begleitet unser tägliches Leben – von morgens bis abends. Nur mithilfe von Strom können Handy, Tablet oder Fernseher betrieben werden. Wenn Strom aus erneuerbaren Energiequellen – also durch Sonne, Wind, Wasser oder Biomasse – erzeugt wird, dann werden auch das Klima und die Umwelt geschützt. Die Powerchanger „Windix“, „Arborix“, „Solarix“ und „Aqua“ führen spielerisch durch die Sonderausstellung und zeigen, wie jeder im täglichen Leben Strom sparen und effizient nutzen kann! Dass Strom nicht selbstverständlich ist, zeigt der Blackout-Raum, wo das Thema „Langfristige Stromausfälle“ aufgegriffen wird und Besucher Tipps für eine optimale Vorsorge finden.  (erstellt in Kooperation mit dem Klima- und Energiefonds)

## Auszeichnungen
- Österreichischer Solarpreis 2015

Der Österreichische Solarpreis, der durch Eurosolar Austria verliehen wird,  ging 2015 an die Sonnenwelt Großschönau.
- Österreichischer Klimaschutzpreis 2014 (Kategorie „Tägliches Leben“)
- UN-Dekade „Bildung für nachhaltige Entwicklung“

Im Rahmen der UN-Dekade „Bildung für nachhaltige Entwicklung“ wurde die Erlebnis-Ausstellung Sonnenwelt in Großschönau durch die Österreichische UNESCO-Kommission als herausragender Beitrag zur Bildung für nachhaltige Entwicklung ausgezeichnet.
- Nominierung Energy Globe Award 2014

Bei der Auszeichnung der NÖ Sieger des „Energy Globe Award“ wurde die Erlebnis-Ausstellung Sonnenwelt in der Kategorie „Erde“ unter die besten Projekte nominiert.